# Aérodrome de Saulieu - Liernais
L’aérodrome de Saulieu - Liernais (code OACI : LFEW) est un aérodrome civil, ouvert à la circulation aérienne publique (CAP), situé sur la commune de Liernais à 7 km au sud-est de Saulieu dans la Côte-d'Or (région Bourgogne-Franche-Comté, France).
Il est utilisé pour la pratique d’activités de loisirs et de tourisme (aviation légère).

## Installations
L’aérodrome dispose d’une piste bitumée orientée est-ouest (05/23), longue de 800 m et large de 20.
L’aérodrome n’est pas contrôlé. Les communications s’effectuent en auto-information sur la fréquence de 123,500 MHz.
S’y ajoutent :
- une aire de stationnement ;
- un hangar ;
- une station d’avitaillement en carburant (100LL) et en lubrifiant[2].

## Activités
- Aéroclub de Saulieu - Liernais